# Shayne Reese
Shayne Reese (ur. 15 września 1982 w Ballarat) – australijska pływaczka, dwukrotna medalistka mistrzostw świata na krótkim basenie.

## Sukcesy

### Mistrzostwa świata (basen 50 m)
- 2009 Rzym:  (sztafeta, 4x100 m stylem dowolnym)

### Mistrzostwa świata (basen 25 m)
- 2008 Manchester -  (100 m zmiennym)
- 2008 Manchester -  (sztafeta 4 x 100 m dowolnym)